# Abakavir/lamivudin
Abakavir/lamivudin je kombinovani lek koji se koristi radi tretmana HIV infekcije. Prodaje se pod nazivom Kivexa u većini zemalja, osim u Sjedinjenim državama gde je brendiran kao Epzicom.
Lamivudin i abakavir su nukleozidni inhibitori reverzne transkriptaze.
Od 2015. godine, troškovi tipičnog mesečnog lečenja ovim lekom u Sjedinjenim državama bili su veći od $200. U Srbiji, lek se pod robnim imenom Kivexa nalazi na listi lekova koji se propisuju i izdaju na obrascu lekarskog recepta Republičkog fonda za zdravstveno osiguranje. Cena leka na veliko za pakovanje od 30 film tableta iznosi preko 36 hiljada dinara.

## Osobine
Abakavir/lamivudin je organsko jedinjenje, koje sadrži 22 atoma ugljenika i ima molekulsku masu od 515,589 .
| Osobina                  | Vrednost |
| ------------------------ | -------- |
| Broj akceptora vodonika  | 12       |
| Broj donora vodonika     | 5        |
| Broj rotacionih veza     | 6        |
| Particioni koeficijent ( | 0,2      |
| Rastvorljivost (logS, log(mol/L))       | -4,4     |
| Polarna površina (PSA, Å2)  | 215,3    |

## Literatura
- Hardman JG, Limbird LE, Gilman AG (2001). Goodman & Gilman's The Pharmacological Basis of Therapeutics (10. изд.). New York: McGraw-Hill. ISBN 0071354697. doi:10.1036/0071422803.
- Thomas L. Lemke; David A. Williams, ур. (2007). Foye's Principles of Medicinal Chemistry (6. изд.). Baltimore: Lippincott Willams & Wilkins. ISBN 0781768799.

## Spoljašnje veze
|  | Molimo Vas, obratite pažnju na važno upozorenje u vezi sa temama iz oblasti medicine (zdravlja). |